# تینا کریژان
 تینا کریژان (انگلیسی: Tina Križan؛ زادهٔ ۱۸ مارس ۱۹۷۴) یک تنیس‌باز اهل اسلوونی است.